# Microcos subcordifolia
Microcos subcordifolia är en malvaväxtart som beskrevs av R.C.K.Chung. Microcos subcordifolia ingår i släktet Microcos och familjen malvaväxter. Inga underarter finns listade i Catalogue of Life.